# Lista över vattendrag i Österrike

Avrinningsområden i Österrike:
Rhen
Donau
Elbe

Detta är en lista över vattendrag i Österrike.
Vattendrag listas två gånger, först efter flodbäcken och sedan alfabetiskt. Vattendrag som själva inte flyter genom Österrike, men som har biflöden som gör det (exempelvis Vltava) anges i kursiv.
Nästan hela landet dräneras av Donau till Svarta havet; i princip alla resterande delar dräneras av Rhen och Elbe till Nordsjön.

## Efter flodbäcken

### Dräneras till Svarta havet
- Donau (vid Sulina, Rumänien)
  - Drava (nära Osijek, Kroatien)
    - Mura (nära Legrad, Kroatien)
      - Mürz (vid Bruck an der Mur)

    - Gurk (nära Völkermarkt)
      - Glan (nära Klagenfurt)

    - Gail (vid Villach)

  - Rába/Raab (nära Gyor, Ungern)
    - Pinka (vid Körmend, Ungern)

  - Leitha (nära Mosonmagyaróvár, Ungern)
  - Morava/March (vid Bratislava-Devin, Slovakien)
    - Thaya/Dyje (nära Hohenau an der March)
      - Deutsche Thaya konvergerar vid Raabs an der Thaya
      - Moravian Thaya konvergerar vid Raabs an der Thaya

  - Fischa (vid Fischamend)
    - Piesting (vid Gramatneusiedl)

  - Wien (vid Wien)
  - Kamp (vid Grafenwörth)
    - Krems (Donau) (vid Grafenwörth)

  - Traisen (vid Grafenwörth)
    - Gölsen (vid Traisen)

  - Erlauf (vid Pöchlarn)
  - Ybbs (vid Ybbs an der Donau)
  - Enns (vid Enns)
    - Salza (vid Großreifling)

  - Traun (vid Linz)
    - Krems (vid Traun)
    - Alm (nära Lambach)
    - Ager (vid Lambach)

  - Innbach (vid Wilhering)
  - Inn (vid Passau, Tyskland)
    - Salzach (vid Haiming, Tyskland)
      - Saalach (vid Freilassing, Tyskland)

    - Alz (vid Marktl, Tyskland)
      - Chiemsee (vid Seebruck, Tyskland)
        - Tiroler Achen (vid Grabenstätt, Tyskland)
          - Großache (vid St. Johann in Tirol)

    - Ziller (vid Münster)
    - Sill (vid Innsbruck)

  - Isar (nära Deggendorf, Tyskland)
    - Loisach (vid Wolfratshausen, Tyskland)

  - Lech (nära Donauwörth, Tyskland)
    - Vils (nära Füssen, Tyskland)

  - Iller (vid Ulm, Tyskland)
    - Breitach  (nära Oberstdorf, Tyskland)
- Schwechat

### Dräneras till Nordsjön
- Elbe (nära Cuxhaven, Tyskland)
  - Vltava (vid Melník, Tjeckien)
    - Lainsitz/Lužnice (vid Týn nad Vltavou, Tjeckien)
- Rhen (huvudgren vid Hoek van Holland, Nederländerna)
  - Bregenzer Ach (till Bodensjön vid Bregenz)
  - Dornbirner Ach (till Bodensjön nära Bregenz)
  - Ill (nära Feldkirch)

## Alfabetisk lista
- Ager
- Alm
- Bregenzer Ach
- Breitach
- Donau
- Dornbirner Ach
- Drava
- Enns
- Erlauf
- Fischa
- Gail
- Glan
- Gölsen, Gurk
- Ill
- Inn, Isar
- Kamp
- Kitzbühler Ache
- Krems (Donau)
- Krems
- Lech
- Leitha
- Loisach
- Lainsitz
- Morava/March
- Mura
- Mürz
- Piesting
- Pinka
- Rába
- Rhen
- Saalach
- Salza
- Salzach
- Sill
- Thaya
- Tiroler Achen
- Traisen
- Traun
- Vils
- Wien
- Ybbs
- Ziller